# Megachile alucaba
Megachile alucaba là một loài Hymenoptera trong họ Megachilidae. Loài này được Snelling mô tả khoa học năm 1990.